# Отворени данни
Отворените данни са данни, които са публично достъпни, могат да се използват, редактират и споделят от всеки за всякакъв вид цели без ограничения за повторно използване от гледна точка на авторски права, патенти или други начини за контрол. Отворените данни са такива споделени под свободен лиценз. Те могат да включват нетекстови материали като карти, геноми, химични съединения, математически и научни формули, медицински данни и практики, биологични науки и биоразнообразие.
Концепцията за отворени данни черпи вдъхновение от множество източници, включително принципите на софтуера с отворен код и схемите за лицензиране на отворено съдържание, по-специално Криейтив Комънс (Creative Commons). 
Целите на движението за отворени данни са подобни на другите отворени течения, като софтуер с отворен код, свободен хардуер, свободно съдържание, отворени спецификации, свободно образование, свободни образователни ресурси, отворено правителство, свободно знание, свободен достъп, отворена наука и отворена мрежа. Разрастването на движението за отворени данни кореспондира на разширяването на действието на правата на интелектуална собственост. Философията зад отворените данни е установена отдавна, но изразът „отворени данни“ придобива ново значение с развитието на Интернет и световната мрежа (World Wide Web) и особено с пускането на пазара на правителствени инициативи за отворени данни като Data.gov, Data.gov.uk, Data.gov.in и др.

## Дефиниция на отворени данни
Съгласно изследване на ИПА (Институт по публична администрация) - “Отворени данни и прозрачно управление” от 2015 г., отворените данни са форма на информация, към която всеки има неограничен достъп, с право да я използва, променя и споделя. Този вид данни се характеризира с липса на технически, правни или финансови ограничения, предоставяйки възможност за свободно и иновативно използване. Основната характеристика на отворените данни включва свободен достъп, свободна употреба без правни бариери, и възможност за свободно споделяне и промяна от страна на всеки потребител. Този принцип поддържа идеята, че данните трябва да бъдат обществено достояние, достъпни за всички, за да насърчи иновациите и сътрудничеството. Всеки гражданин има право да поиска достъп до отворени данни от институцията която отговаря за тях.

## Примери за отворени данни
Отворените данни се публикуват във множество портали за достъп, ориентирани към различни направления от заобикалящия ни свят като някои от тях са:
Правителствени и световни данни
Националният статистически институт на България - публикува данни в CSV формат от статистически проучвания в различни направления като бизнес и икономика, демография, околна среда и др.
Портал за отворени данни на ЕС - с изключително голямо количество набори от данни, порталът предоставя информация от ЕС за енергийния сектор, образование, търговия, земеделие, международни проблеми и други.
Уницеф - предоставя информация за благоденствието на деца и жени в цял свят, дава последна информация за разпространяване на зарази, пол и образование, нагласи към социални норми. Тази информация е общодостъпна и има визуализации на нея в портала.
Data.gov  - предоставя от научни данни до производствени и климатични данни, един от най-големите източници на данни в световен план. Информацията е представена в типични формати като CSV, JSON и XML.
Икономически и финансови данни
Отворени данни на Световната банка - често актуализиран портал за информация относно движение на БВП на държавите в света, логистика, глобално енергийно потребление, управление на световни финансови средства и много други, като за някои от данните има предоставени визуализации.
Международен валутен фонд - съдържа информация за световната икономическа обстановка, финансова стабилност, фискален мониторинг и други.
Данни за престъпна дейност
Американски Национален институт по злоупотребата с наркотици (на английски: National Institute on Drug Abuse) - предоставя данни за употреба на цигари, алкохол, наркотици и злоупотреба с предписани опиоиди в САЩ.
Американска единна програма за докладване на престъпления (на английски: Uniform Crime Reporting Program) - куриран от ФБР, порталът събира данни за криминална активност от градове, университети, колежи, щати, племена и федерални  правоприлагащи агенции.
Научни данни
Световна здравна организация е един от най-богатите на данни портали, съдържащ резултати от демографски проучвания, епидемии, здравно финансиране и др.
Платформата на “НАСА” за данни за планетите предоставя голям набор от данни за планетите в слънчевата система.
Академични данни
Google Наука - отворена платформа за публикуване на научни трудове в различни академични сфери. Платформата е многоезична и съдържа препратки към различни академични сайтове, което улеснява търсенето на научни трудове (Например университетски хранилища с научни трудове) и където се съхраняват повече от 10 милиона научни публикации.
Портали за медийни данни
Мрежата на разработчици на “Ню Йорк Таймс” - платформа съдържаща различни публикации, книги, истории и други типове данни, някои от които датират от 1851.
Статистики за интернет търсенията
Google Тенденции (на английски: “Google Trends”) е портал отразяващ световните тенденции, базиран на съхраняване на данни за търсенията в Google.
Други
Flight radar е платформа предоставяща достъп до местоположението на всички полети в световен мащаб в реално време.

## Български портал за отворени данни
Достъпът до публични данни в Република България се осъществява чрез Портала за отворени данни. Той представлява единна, централна, публична уеб-базирана информационна система, която осигурява публикуването и управлението на информация за повторно използване в отворен машинночетим формат заедно със съответните метаданни. Позволено е автоматично и ръчно публикуване. Платформата е изградена по начин, който позволява цялостното извличане на публикуваната информация или на части от нея. Данните са свободно достъпни и могат да бъдат използвани за търговски и нетърговски цели, включващи реализирането на приложения, базирани на тях. Лицензите на публикуваната информация са отворени. Информация може да се запазва в следните отворени формати: CSV, TSV, XML, JSON, RDF.
Публикуването на информацията от обществения сектор в отворен машинночетим формат се извършва на Портала за отворени данни (https://data.egov.bg/) и е задължение за организациите от обществения сектор съгласно ЗДОИ - Закона за достъп до обществената информация (чл. 15г). ЗДОИ регламентира националния портал за отворени данни като централно хранилище за отворените данни на администрацията и вменяващи на държавните органи задължение за приоритизиране и публикуване на данни, предназначени за повторно използване. В сила са следните правила за публикуване на отворени данни:
-     права за свободно повторно използване, обработка, съпоставяне с други отворени данни и разпространение, без ограничения за търговска или нетърговска цел.
-     изключва се информация, съдържаща лични данни, и класифицирана информация.
-     достъпът е безплатен и публичен или се заплаща минимална такса, покриваща само преките разходи за предоставяне на набора от данни.
Порталът за отворени данни удовлетворява следните разпоредби на ЗДОИ: Министерският съвет да приема ежегоден списък с набори от данни, които да бъдат публикувани в отворен формат в интернет (чл. 15б, ал. 3), Министерството на електронното управление да създаде и да поддържа Портал за отворени данни (чл. 15г, ал. 2) и да изготвя на всеки три години обобщен доклад за наличието на информация за повторно използване (чл. 16а, ал. 1). Организациите от обществения сектор се задължават да планират ежегодно поетапното публикуване в интернет (в Портала за отворени данни) в отворен формат на информационните масиви и ресурси, които поддържат, като достъпът до информацията е свободен (чл. 15б, ал. 1 и чл. 15г, ал. 2), да изпращат ежегодни отчети на администрацията на Министерския съвет за наличието на информация за повторно използване (чл. 16а, ал. 1),  да публикуват съществуващите вътрешни правила относно достъпа до обществена информация и повторно използване на информацията (чл. 15а, ал.2).
Развитието на портала за отворени данни ще бъде насочено към  публикуване на нови масиви от данни, добавяне на визуализации и инструменти, улесняващи администрациите в конвертирането и публикуването на данни.

## Законодателство за повторно използване на информация от обществения сектор
Едно от основните направления, по които споделянето на данни в отворен формат се регулира правно, е повторното използване на информация от обществения сектор (ИОС) . ИОС е и информацията, която се създава, съхранява или финансира от органи на държавната власт, публични предприятия и други организации, които изпълняват обществени функции. Целта на политиките и правната уредба в сферата е данните, чието създаване, събиране и управление се финансира с публични средства, да бъдат също така публично достъпни и да могат да бъдат свободно преизползвани от обществеността за всякакви цели, без ограничения или заплащане. Целта данните са бъдат “отворени” за повторно използване играе положително въздействие върху икономиката, иновациите, демокрацията и образованието, като например създаването на нови продукти и услуги, за решаването на обществени проблеми, като замърсяването на околната среда или здравната криза, за подобряването на вземането на решения и за повишаването на прозрачността и отчетността на органите на властта.
През последните няколко десетилетия Европейският съюз (ЕС) работи по създаването на рамки за повторно използване на информация от обществения сектор с цел стимулиране на иновациите, подпомагане на икономическия растеж и осигуряване на открит достъп до публична информация.
През 2003 г. е приета Директива 2003/98/EC за повторното използване на обществена информация. Това е първата директива на ЕС, която се занимава с въпроса за повторното използване на обществена информация. Тя установява общи принципи и правила за този процес, насочвайки държавите-членки да осигурят по-широк достъп до публични данни.  През 2013 г. се прави преразглеждане на първата директива с Директива 2013/37/ЕС, което разширява обхвата на приложение на директивата и въвежда принципа за “отворени данни по подразбиране” (open by default), което означава, че информацията от обществения сектор трябва да бъде налична и достъпна за повторно използване, освен ако има законни ограничения.
2019 г. Директива ЕС 2019/1024 за отворените данни и повторно използване на информация от обществения сектор предоставя по-амбициозен подход към повторното използване на информация в обществения сектор. Тя подчертава, че информацията, която е обществено достъпна или е финансирана с публични средства, трябва да бъде достъпна за повторна употреба както за търговски, така и за нетърговски цели.
Тези мерки на ЕС са насочени към създаването на по-конкурентна и иновативна цифрова икономика, като същевременно се гарантира прозрачност и отворен достъп до публична информация.
Повторното използване на информация от обществения сектор (ИОС) в България е уредено в Закона за достъп до обществена информация (ЗДОИ), транспониращ Директива (ЕС) 2019/1024. ЗДОИ регулира две групи обществени отношения: правото на достъп до обществена информация и правото на повторно използване на информация от обществения сектор. Съгласно ЗДОИ, ИОС е всяка информация, събрана или създадена от организация от обществения сектор, поддържана в електронен вид. Тя може повторно да се използва за търговски или нетърговски цели, различни от първоначалния замисъл. Това включва и повторното използване на научноизследователски данни и пространствени данни, като трябва да са публично достояние и да са публично финансирани. Повторното използване на ИОС не включва класифицирана информация или друга защитена тайна, статистическа тайна, производствена, търговска тайна или професионална тайна по смисъла на закон, лични данни, информация, която е обект на право на интелектуална собственост на трето лице, или информация, която е свързана с дейността на организациите от обществения сектор.
Пространствените данни са друг вид ИОС, които се отнасят за определено местоположение или географски район. Освен ЗДОИ се прилага и Законът за достъп до пространствени данни (ЗДПД), който урежда изграждането и използването на инфраструктура за пространствена информация. Задължени субекти за предоставяне на ИОС за повторно използване са държавните органи, публичноправните организации и организациите, осъществяващи или финансиращи научни изследвания. Правото на достъп до обществена информация и повторното ѝ използване важи за всички граждани, чужденци, лица без гражданство и юридически лица. Информацията се предоставя по електронен път, ако е възможно, и в отворен, машинночетим формат, заедно със съответните метаданни. Динамични данни, научноизследователски данни и набори от данни с висока стойност са три вида информация, които организациите от обществения сектор предоставят за повторно използване и анализ. Динамичните данни се променят често или в реално време и се дават чрез API или информационни масиви, когато е възможно. Научноизследователските данни са събрани или генерирани в хода на научното изследване и се използват като доказателство или за потвърждаване на резултатите му. Наборите от данни с висока стойност имат значителни ползи за обществото, околната среда и икономиката и създават предпоставки за създаване на услуги, приложения и работни места с добавена стойност. Тези три вида данни са важни за развитието на знанието, иновациите и демокрацията.

## Акт за управление на данните
Друг законодателен акт по отношение на достъпа и преизползването на данни, приложим в България, е т.нар. Акт за управление на данните акт (Регламент ЕС 2022/868 на ЕС). Регламентът има за цел да улесни обмена на данни в различни сектори, като здравеопазване, околна среда, енергетика, селско стопанство и др., в рамките на Европейския съюз (ЕС).  Главната му цел е да направи повече данни достъпни за повторна употреба, създавайки така работни места и стимулиращ иновациите. Законодателният акт за управление на данните е предложен през ноември 2020 г. През февруари 2022 г. е прието предложение за законодателен акт за данните, втората важна законодателна инициатива в рамките на Европейската стратегия за данните, а на 28 юни 2023 г. е постигнато политическо споразумение. Докато със Законодателния акт за управление на данните се създават процеси и структури за улесняване на обмена на данни, в Законодателния акт за данните се пояснява кой може да създава стойност от данните и при какви условия.
В регламента се установяват различни аспекти, включително:
Повторно използване на определени категории данни
Организациите от обществения сектор трябва да спазват условията за повторно използване на защитени данни. Тези условия трябва да бъдат недискриминационни, прозрачни, пропорционални и публично достъпни.
Трансфер на данни извън ЕС
Потребителите, прехвърлящи данни в държава извън ЕС, трябва да спазват специфични правила определени в регламента.
Такси за повторно използване на данни
Таксите следва да бъдат прозрачни, пропорционални и обосновани, като могат да бъдат намалени или освободени за определени групи, като малки предприятия и учебни заведения.
Единна информационна точка
Държавите-членки трябва да осигурят цялата необходима информация за повторното използване на данни и таксите чрез единна информационна точка.
Посреднически услуги за данни
Регламентът регулира дейността на посредническите услуги за данни, насочени към гарантиране на неутралност и прозрачност.
Алтруизъм по отношение на данните
Субектите могат да дават данни за обществени цели доброволно и без възнаграждение, като се насърчава алтруизъм по отношение на данните.
Европейски комитет за иновации в областта на данните
Комитетът ще консултира и подпомага Комисията във въпроси, свързани с обработването на искания за повторно използване на данни и подобряване на оперативната съвместимост.
Международни потоци от данни
Въвеждат се предпазни мерки за защита на данни при трансфер извън ЕС.

## Акт за данните
Регламентът се отнася до прилагане на хармонизирани правила за справедлив достъп и ползване на генерирани данни от smart устройства и техните услуги в Европейската икономическа зона. Актът е официално публикуван  в Официалния вестник на Европейския съюз на 22 декември 2022 година. Целта на акта е да насърчи преизползването на IoT данни и да предостави правна рамка за разработка на единен стандарт за споделяне на данни между европейските пространства за данни. Потребителите на свързани продукти и услуги имат право да споделят генерираните данни, като за да бъде улеснено споделянето, интелектуалната собственост в IoT данни се ограничава, както се и урегулират задълженията на притежателите на данните и съответните cloud service providers Актът също така регулира различни теми, особено важни за научни изследвания
- Задължения за достъп, налагани основно на предприятия в случай на изключителни (публични интереси) нужди
- Достъп до определени данни, генерирани от Интернет на нещата (IoT) за потребителите на свързани продукти (включително пояснение на статута на интелектуалната собственост на данните от IoT)
- FRAND  лицензиране за достъп до данни, със специфични защити за МСП
- Прехвърляне на доставчици на облачни услуги и свързана преносимост на данни
- Съвместимост за различни пространства от данни.[38]

Като предпоставка за приемането му е ключовото въздействие на базираните на данни технологии върху всички икономически сектори и направления. Основната му цел е да улесни достъпа и управлението на данни в различни сектори, подобрявайки конкурентоспособността и иновациите, и да гарантира устойчив икономически растеж. Според регламента, “всяко цифрово представяне на актове, факти или информация, както и всяка съвкупност от такива актове, факти или информация, включително под формата на звукозапис, видеозапис или аудио-визуален запис” се разбира като данни. За да е на лице обработка на данните, трябва да е извършена някаква операция спрямо данните, като това включва събиране, записване, организиране, подмяна, съхранение, унищожение и употреба.
Регламентът цели да уреди договорните отношения между страните, чиито данни са засегнати поради естеството им - на предприятия и потребители, като са описани съответните права и задължения. Урежда се и достъпът до данни в случаите на необходимост от държавни или наддържавни институции. Регламентирани са начините за защита на данните, както и методите за разрешаване на спорове, възникнали относно  обработка на данни. Описани са изисквания по отношение на оперативната съвместимост на данните, на механизмите и услугите за споделяне на данни, както и на общите европейски пространства на данни.